# Río Machupo
Le Río Machupo est une rivière du département du Beni, en Bolivie. Il prend sa source en pays Sirionó dans les contreforts des Andes. C'est un affluent du Río Itonamas qui se vidange dans le Río Guaporé au sud-est de Principe da Beira, dans le bassin de l'Amazone.